# Abbildungskegel
In dem mathematischen Teilgebiet der Topologie ist der Abbildungskegel eine Konstruktion, die einer stetigen Funktion zwischen zwei topologischen Räumen einen dritten solchen Raum zuordnet.
Sie ist nah verwandt mit dem Konzept des Kegels über einem topologischen Raum; ebenso wie dieser wird der Abbildungskegel hauptsächlich in der algebraischen Topologie betrachtet. Allgemeiner gibt es in der homologischen Algebra den Abbildungskegel von Kettenabbildungen zwischen Kettenkomplexen.

## Definition

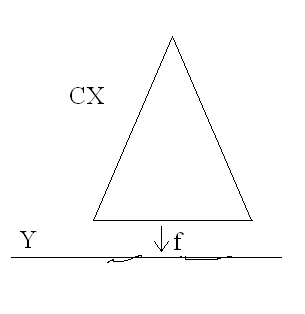
Der Abbildungskegel

Seien {\displaystyle X,Y} zwei topologische Räume und {\displaystyle f\colon X\to Y} eine stetige Funktion zwischen diesen, sei weiter {\displaystyle CX=(X\times [0,1])/(X\times \{1\})} der Kegel über {\displaystyle X}.
Den Abbildungskegel {\displaystyle Cf} erhält man nun (wie in der Zeichnung angedeutet) durch Verkleben von {\displaystyle CX} und {\displaystyle Y} vermöge {\displaystyle f}.
Genauer bedeutet dies:
Identifiziert man in der disjunkten Vereinigung {\displaystyle CX\sqcup Y} jeweils {\displaystyle [(x,0)]\in CX} mit {\displaystyle f(x)\in Y} für jedes {\displaystyle x\in X}, so ergibt sich implizit eine Äquivalenzrelation {\displaystyle \sim _{f}}.
Der Abbildungskegel ist dann der Faktorraum {\displaystyle (CX\sqcup Y)/\sim _{f}} versehen mit der Quotiententopologie bezüglich der kanonischen Projektion {\displaystyle CX\sqcup Y\to Cf;z\mapsto [z]_{\sim _{f}}}.

## Reduzierter Abbildungskegel
In der Kategorie der punktierten topologischen Räume - sind also {\displaystyle (X;x_{0});(Y;y_{o})} punktiert und gilt {\displaystyle f(x_{0})=y_{0}} - betrachtet man meist den reduzierten Abbildungskegel {\displaystyle C_{*}f}.
Dieser entsteht dadurch, dass man im Abbildungskegel {\displaystyle Cf} auch noch das Intervall {\displaystyle x_{0}\times [0,1]} - genauer sein Bild unter der Projektion {\displaystyle X\times [0,1]\to CX} - identifiziert.
Analog kann bei der obigen Konstruktion des Abbildungskegels auch gleich vom reduzierten Kegel {\displaystyle C_{*}X} ausgegangen werden.

## Eigenschaften
- Der Raum {\displaystyle Y} ist in natürlicher Weise Teilraum von {\displaystyle Cf}, da jeder seiner Punkte unter der Projektion {\displaystyle CX\sqcup Y\to Cf} erhalten bleibt.
- Ist {\displaystyle f} injektiv und relativ offen, also ein Homöomorphismus auf sein Bild, so sind auch {\displaystyle CX} und damit {\displaystyle X} in {\displaystyle Cf} enthalten.
- Betrachtet man die Identität {\displaystyle id\colon X\rightarrow X;x\mapsto x}, so gilt die Homöomorphie {\displaystyle C\,id\cong CX}.

Alle obigen Beziehungen gelten auch für den reduzierten Abbildungskegel im Falle punktierter Räume {\displaystyle X} und {\displaystyle Y} und basispunkterhaltendem {\displaystyle f}, gegebenenfalls muss dafür zum reduzierten Kegel {\displaystyle C_{*}X} übergegangen werden.
- Ist {\displaystyle \textstyle f\colon \coprod _{i\in I}S_{i}^{n}\rightarrow X_{n}} die anklebende Abbildung in einem CW-Komplex {\displaystyle X} an das {\displaystyle n}-Skelett {\displaystyle X_{n}}, so ist der Abbildungskegel {\displaystyle Cf} homöomorph zum {\displaystyle (n+1)}-Skelett {\displaystyle X_{n+1}}.

Dies ist eine der Hauptanwendungen des Abbildungskegels in der algebraischen Topologie.
Speziell für den reduzierten Abbildungskegel gilt außerdem:
- Sind {\displaystyle X;Y} punktiert und {\displaystyle f\equiv y_{0}} konstant, so gilt {\displaystyle C_{*}f\cong \Sigma X\vee Y}, wobei {\displaystyle \Sigma X} die reduzierte Einhängung von {\displaystyle X} und {\displaystyle \vee } das Wedge-Produkt bezeichne.
- Für einen wohlpunktierten Raum ist der reduzierte Abbildungskegel homotopieäquivalent zum normalen Abbildungskegel.

- Eine Abbildung {\displaystyle f\colon X\rightarrow Y} induziert einen Isomorphismus {\displaystyle f_{*}\colon H_{*}(X)\rightarrow H_{*}(Y)} für eine Homologietheorie {\displaystyle H_{*}} genau dann wenn {\displaystyle H_{*}(C_{f},*)=0}.

## Rolle in der Homotopietheorie
Sind zwei stetige Abbildungen {\displaystyle f,g\colon X\rightarrow Y} homotop, so sind ihre Abbildungskegel {\displaystyle Cf} und {\displaystyle Cg} homotopieäquivalent.
Wenn {\displaystyle A\subseteq X} ein abgeschlossener Teilraum und die Inklusion {\displaystyle i\colon A\hookrightarrow X} eine Kofaserung ist, so ist {\displaystyle C\,i} homotopieäquivalent zum Quotientenraum {\displaystyle X/A}.
Es lässt sich außerdem zeigen, dass die Inklusion {\displaystyle j\colon Y\hookrightarrow Cf} stets eine abgeschlossene Kofaserung ist. Somit erhält man, dass der Abbildungskegel {\displaystyle Cj} homotopieäquivalent zu {\displaystyle Cf/Y\cong SX} ist, wobei hier {\displaystyle SX} die Einhängung von {\displaystyle X} bezeichne.
Fährt man auf die gleiche Weise fort, so folgt, dass der Abbildungskegel der Inklusion von {\displaystyle Cf} nach {\displaystyle SX} die Einhängung von {\displaystyle Y} ergibt usw.
Hat man weiter ein stetiges {\displaystyle h\colon Y\rightarrow Z} in einen topologischen Raum {\displaystyle Z}, so ist die Komposition {\displaystyle h\circ f} genau dann homotop zu einer konstanten Abbildung, wenn {\displaystyle h} fortsetzbar ist zu einer Abbildung {\displaystyle h'\colon Cf\rightarrow Z}. Für den Fall, dass {\displaystyle f=id\colon X\rightarrow X} ist das Resultat noch etwas anschaulicher: eine Abbildung {\displaystyle h\colon X\rightarrow Z} ist genau dann homotop zu einer konstanten Abbildung, wenn sie fortsetzbar ist zu einer Abbildung {\displaystyle h'\colon CX\rightarrow Z}. Um die Abbildung {\displaystyle h'} zu konstruieren, benutzt man einfach die Homotopie {\displaystyle H\colon X\times [0,1]\rightarrow Z}, die auf {\displaystyle X\times \{0\}} konstant ist.
Wenn man punktierte Räume und basispunkterhaltende Abbildungen betrachtet, bedeutet dies, dass die folgende Sequenz exakt ist:
{\displaystyle \dots \rightarrow [\Sigma Y,Z]\rightarrow [\Sigma X,Z]\rightarrow [C_{*}f,Z]\rightarrow [Y,Z]\rightarrow [X,Z]}
Diese exakte Sequenz nennt man auch Puppe-Folge.

## Abbildungskegel einer Kettenabbildung
Seien {\displaystyle A,B} zwei Kettenkomplexe mit Differentialen {\displaystyle d_{A},d_{B};} d. h.,
{\displaystyle A=\dots \to A^{n-1}{\xrightarrow {d_{A}^{n-1}}}A^{n}{\xrightarrow {d_{A}^{n}}}A^{n+1}\to \cdots }
und entsprechend für {\displaystyle B.}
Für eine Kettenabbildung {\displaystyle f\colon A\to B,} definiert man den Abbildungskegel {\displaystyle \operatorname {Cone} (f)} oder {\displaystyle C(f)} als den Kettenkomplex:
{\displaystyle C(f)=A[1]\oplus B=\dots \to A^{n}\oplus B^{n-1}\to A^{n+1}\oplus B^{n}\to A^{n+2}\oplus B^{n+1}\to \cdots }
mit Differential
{\displaystyle d_{C(f)}={\begin{pmatrix}d_{A[1]}&0\\f[1]&d_{B}\end{pmatrix}}}.
Hierbei bezeichnet {\displaystyle A[1]} den Kettenkomplex mit {\displaystyle A[1]^{n}=A^{n+1}} und {\displaystyle d_{A[1]}^{n}=-d_{A}^{n+1}}.
Explizit berechnet sich das Differential wie folgt:
{\displaystyle {\begin{array}{ccl}d_{C(f)}^{n}(a^{n+1},b^{n})&=&{\begin{pmatrix}d_{A[1]}^{n}&0\\f[1]^{n}&d_{B}^{n}\end{pmatrix}}{\begin{pmatrix}a^{n+1}\\b^{n}\end{pmatrix}}\\&=&{\begin{pmatrix}-d_{A}^{n+1}&0\\f^{n+1}&d_{B}^{n}\end{pmatrix}}{\begin{pmatrix}a^{n+1}\\b^{n}\end{pmatrix}}\\&=&{\begin{pmatrix}-d_{A}^{n+1}(a^{n+1})\\f^{n+1}(a^{n+1})+d_{B}^{n}(b^{n})\end{pmatrix}}\\&=&\left(-d_{A}^{n+1}(a^{n+1}),f^{n+1}(a^{n+1})+d_{B}^{n}(b^{n})\right).\end{array}}}
Wenn {\displaystyle f\colon X\rightarrow Y} eine stetige Abbildung zwischen topologischen Räumen und {\displaystyle f_{*}\colon C_{*}(X)\rightarrow C_{*}(Y)} die induzierte Kettenabbildung zwischen den singulären Kettenkomplexen ist, dann ist
{\displaystyle C_{*}(Cf)=C(f_{*})}.